# Stade Joseph Marien
Stade Joseph Marien – wielofunkcyjny stadion, położony w Brukseli, Belgia. Swoje mecze na tym obiekcie rozgrywa zespół piłkarski R. Union Saint-Gilloise. Jego pojemność wynosi 8 000 miejsc.